# 巴德-提比拉
巴德-提比拉（英語：Bad-tibira），伊拉克古城，位于今伊拉克南部。出现于苏美尔时期，亦见于古希腊学者著述。该城曾争霸于苏美尔诸城邦，后为拉尔萨所取代。20世纪30年代起由考古学家对该城遗址进行了勘察与发掘，出土的楔形文字铭文为研究苏美尔神话提供了极为重要的资料来源。

## 扩展阅读
- W.F. Leemans, Tablets from Bad-tibira and Samsuiluna's Reconquest of the South, JEOL, vol. 15, pp. 214–218, 1957/58